# Gunung Lagan
Gunung Lagan is een bestuurslaag in het regentschap Aceh Singkil van de provincie Atjeh, Indonesië. Gunung Lagan telt 2170 inwoners (volkstelling 2010).